# Katherine Heigl
Katherine Heigl  (/ˈhaɪɡəl/; n. 24 noiembrie 1978, Washington, D.C.) este o actriță americană. A jucat în Anatomia lui Grey, Un pic însărcinată, 27 de rochii și alte filme.

## Biografie

### Copilăria și începuturile carierei
Heigl s-a născut la Washington, fiica lui Nancy și Paul Heigl. Mama sa a fost manager de personal, iar tatăl său un om de finanțe. Actrița are rude germane și irlandeze. Este cea mai tânără dintre toți copii. Mai are trei frați: Meg, Jason și Holt. A trăit în Virginia și apoi în Denver, până când familia sa s-a stabilit în Connecticut, într-un carier prosper din New Canaan, unde și-a petrecut cea mai mare parte a copilăriei. În 1986, fratele său mai mare Jason a murit într-un accident de mașină. Familia sa s-a decis să doneze organele copilului, tocmai de aceea, Heigl a devenit chiar mai târziu purtător de cuvânt pentru Donate Life America. Pentru că părinții săi au devenit mormoni, ea nu se mai consideră atât de religioasă, deși încă mai are credințele acestei religii. Și-a început cariera ca model, la Wilhelmina Models. Debutul ca actriță și l-a făcut în filmul That Night. A jucat alături de Isabel Evans în serialul de televiziune Roswell, dar a devenit foarte populară după apariția în serialul de succes Anatomia lui Grey. A apărut pe coperțile mai multor reviste, ca model, printre care Maxim, Vanity Fair sau Cosmopolitan. S-a căsătorit în decembrie 2007 cu Josh Kelley, în Utah.

## Filmografie
| An   | Titlu                         | Rol                            | Note |
| ---- | ----------------------------- | ------------------------------ | --- |
| 1992 | That Night                    | Kathryn                        | |
| 1993 | King of the Hill              | Christina Sebastian            | |
| 1994 | My Father the Hero            | Nicole                         | Nominalizare —Young Artist Award – Best Performance by a Young Actress Starring in a Motion Picture |
| 1995 | Under Siege 2: Dark Territory | Sarah Ryback                   | |
| 1997 | Prince Valiant                | Prințesa Ilene                 | |
| 1997 | Stand-ins                     | Taffy-Rita Hayworth's Stand-in | |
| 1998 | Bug Buster                    | Shannon Griffin                | |
| 1998 | Bride of Chucky               | Jade Kincaid                   | |
| 2000 | 100 Girls                     | Arlene                         | |
| 2001 | Valentine                     | Shelley Fisher                 | |
| 2003 | Descendant                    | Ann Hedgerow/Emily Hedgerow    | |
| 2005 | Side Effects                  | Karly Hert                     | Producător executiv |
| 2005 | The Ringer                    | Lynn Sheridan                  | |
| 2006 | Zyzzyx Road                   | Marissa                        | |
| 2006 | Caffeine                      | Laura                          | |
| 2007 | Knocked Up                    | Alison Scott                   | Nominalizare —Empire Award – Best Actress Nominalizare —MTV Movie Award for Best Performance Nominalizare —Satellite Award for Best Actress - Motion Picture Musical or Comedy Nominalizare —St. Louis Gateway Film Critics Association Award for Best Supporting Actress Nominalizare —Teen Choice Award – Choice Movie Actress: Comedy |
| 2008 | 27 Dresses                    | Jane Nichols                   | |
| 2009 | The Ugly Truth                | Abby Richter                   | Producător executiv Nominalizare —Satellite Award for Best Actress - Motion Picture Musical or Comedy Nominalizare —Teen Choice Award – Choice Summer Movie Star: Female |
| 2010 | Killers                       | Jennifer "Jen" Kornfeldt Aimes | |
| 2010 | Life as We Know It            | Holly Berenson                 | Producător executiv |
| 2011 | New Year's Eve                | Laura Carrington               | |
| 2012 | One for the Money             | Stephanie Plum                 | |
| 2013 | The Big Wedding               | Lyla Griffin                   | |
| 2014 | The Nut Job                   | Andie                          | Voce |
| 2014 | North of Hell                 | Mona Champagne                 | Post-producție |
| 2014 | Jenny's Wedding               | Jenny Farrell                  | Post-producție |

| An        | Titlu                              | Rol                           | Note |
| --------- | ---------------------------------- | ----------------------------- | --- |
| 1996      | Wish Upon a Star                   | Alexia Wheaton/Hayley Wheaton | Film de televiziune |
| 1998      | The Tempest                        | Miranda Prosper               | Film de televiziune |
| 1999–2002 | Roswell                            | Isabel Evans                  | Rol principal; 61 de episoade Nominalizare—Saturn Award for Best Supporting Actress on Television Nominalizare—Teen Choice Award – Choice Television Actress |
| 2002      | The Twilight Zone                  | Andrea Collins                | Episodul: "Cradle of Darkness" |
| 2003      | Critical Assembly                  | Aizy Hayward                  | Television film |
| 2003      | Vegas Dick                         | Madeline                      | Film de televiziune |
| 2003      | Love Comes Softly                  | Marty Claridge                | Film de televiziune CAMIE Award |
| 2003      | Wuthering Heights                  | Isabel Linton                 | Television film |
| 2003      | Evil Never Dies                    | Eve                           | Film de televiziune |
| 2004      | Love's Enduring Promise            | Marty Claridge Davis          | Film de televiziune CAMIE Award |
| 2005      | Romy and Michele: In the Beginning | Romy White                    | Film de televiziune |
| 2005–2010 | Grey's Anatomy                     | Dr. Isobel "Izzie" Stevens    | Sezoanele 1–6; 109 de episoade Primetime Emmy Award for Outstanding Supporting Actress in a Drama Series (2007) Screen Actors Guild Award for Outstanding Performance by an Ensemble in a Drama Series Nominalizare—Golden Globe Award for Best Supporting Actress – Series, Miniseries, or Television Film (2007, 2008) Nominalizare—Screen Actors Guild Award for Outstanding Performance by an Ensemble in a Drama Series (2006, 2008) Nominalizare—Teen Choice Award – Choice Television Actress |